# Orthochirus cloudsleythompsoni
Espèce
Orthochirus cloudsleythompsoni est une espèce de scorpions de la famille des Buthidae.

## Distribution

Distribution

Cette espèce est endémique du Souss-Massa au Maroc. Elle se rencontre dans la province de Tata vers Tata.

## Description
Le mâle holotype mesure 24,1 mm.

## Étymologie
Cette espèce est nommée en l'honneur de John Leonard Cloudsley-Thompson.

## Publication originale
- Lourenco & Leguin, 2011 : « Further considerations on the species of the genus Orthochirus Karsch, 1891 from Africa, with description of three new species (Scorpiones: Buthidae). » Euscorpius, no 123, p. 1–19 (texte intégral).